# Aurel Toma
Aurel Toma (n. 30 iulie 1911, Babadag, România – d. 25 august 1980, Oxnard, California, SUA) a fost un boxer profesionist român care a trăit în Ventura, California, Statele Unite în cea de-a doua parte a carierei sale. A fost de două ori campion european la categoria „pană”. 
Este înmormântat în cimitirul Riverside National, în Riverside, California.

## Rezultate în boxul profesionist
| 47 de victorii (15 KO, 31 la puncte, 1 prin descalificare), 16 înfrângeri (7 KO, 9 la puncte), 11 remize |                    |                    |        |         |            |                                                            |                                                                            |
| Rezultat                                                                                                 | Rezultate generale | Adversar           | Metoda | Runda   | Data       | Locația                                                    | Note                                                                       |
| Înfrângere                                                                                               | 13-1-5             | Henry Davis        | KO     | 6 (8)   | 1948-04-13 | Civic Auditorium, Honolulu, Hawaii, Statele Unite          |                                                                            |
| Remiză                                                                                                   | 12-3-1             | Tsuneshi Maruo     | PTS    | 8 (8)   | 1948-03-16 | Civic Auditorium, Honolulu, Hawaii, Statele Unite          |                                                                            |
| Înfrângere                                                                                               | 27-6               | Manny Ortega       | KO     | 6 (10)  | 1948-02-27 | Liberty Hall, El Paso, Texas, Statele Unite                |                                                                            |
| Înfrângere                                                                                               | 53-26-7            | Luis Castillo      | KO     | 6 (10)  | 1947-12-02 | Auditorium, Portland, Oregon, Statele Unite                |                                                                            |
| Victorie                                                                                                 | 12-9-7             | Joey Clemo         | MD     | 10 (10) | 1947-11-07 | Auditorium, Portland, Oregon, Statele Unite                |                                                                            |
| Victorie                                                                                                 | 11-4-4             | Jackie Turner      | UD     | 10 (10) | 1947-10-21 | Auditorium, Portland, Oregon, Statele Unite                |                                                                            |
| Înfrângere                                                                                               | 43-9-3             | Joey Dolan         | SD     | 10 (10) | 1947-10-14 | Armory, Spokane, Washington, Statele Unite                 |                                                                            |
| Victorie                                                                                                 | 14-29-6            | Joe Tambe          | KO     | 2 (8)   | 1947-09-23 | Ryan's Auditorium, Fresno, California, Statele Unite       |                                                                            |
| Victorie                                                                                                 | 41-7-3             | Joey Dolan         | PTS    | 10 (10) | 1947-03-11 | Civic Auditorium, Seattle, Washington, Statele Unite       |                                                                            |
| Victorie                                                                                                 | 9-8-6              | Joey Clemo         | PTS    | 10 (10) | 1947-02-21 | Auditorium, Portland, Oregon, Statele Unite                |                                                                            |
| Înfrângere                                                                                               | 40-7-11            | Tony Olivera       | PTS    | 10 (10) | 1942-07-13 | Coliseum Bowl, San Francisco, California, Statele Unite    |                                                                            |
| Înfrângere                                                                                               | 11-1               | Bobby Carroll      | TKO    | 9 (10)  | 1942-02-02 | Sacramento, California, Statele Unite                      |                                                                            |
| Remiză                                                                                                   | 39-4-9             | Tony Olivera       | PTS    | 10 (10) | 1941-09-19 | Civic Auditorium, San Francisco, California, Statele Unite |                                                                            |
| Victorie                                                                                                 | 51-10-8            | Jackie Jurich      | PTS    | 10 (10) | 1941-08-25 | Civic Auditorium, San Francisco, California, Statele Unite |                                                                            |
| Victorie                                                                                                 | 21-18-10           | Adolph Samuels     | PTS    | 6 (6)   | 1941-05-16 | Legion Stadium, Hollywood, California, Statele Unite       |                                                                            |
| Victorie                                                                                                 | 34-9-7             | Bobby Siegel       | PTS    | 6 (6)   | 1941-04-04 | Legion Stadium, Hollywood, California, Statele Unite       |                                                                            |
| Victorie                                                                                                 | 5-11-9             | Nat Corum          | PTS    | 6 (6)   | 1941-03-14 | Legion Stadium, Hollywood, California, Statele Unite       |                                                                            |
| Înfrângere                                                                                               | 19-0-0             | Bill Speary        | TKO    | 5 (8)   | 1940-12-09 | Arena, Philadelphia, Pennsylvania, Statele Unite           |                                                                            |
| Înfrângere                                                                                               | 40-19-8            | Vince Dell'Orto    | TKO    | 4 (8)   | 1940-11-11 | St. Nicholas Arena, New York, New York, Statele Unite      |                                                                            |
| Victorie                                                                                                 | 114-52-39          | Pablo Dano         | PTS    | 10 (10) | 1940-11-07 | Savannah, Georgia, Statele Unite                           |                                                                            |
| Victorie                                                                                                 | 37-20-4            | Jackie Callura     | PTS    | 10 (10) | 1940-05-29 | Auditorium, Oakland, California, Statele Unite             |                                                                            |
| Remiză                                                                                                   | 30-2-8             | Tony Olivera       | PTS    | 10 (10) | 1940-05-17 | Legion Stadium, Hollywood, California, Statele Unite       |                                                                            |
| Înfrângere                                                                                               | 46-11-13           | Chick Delaney      | PTS    | 10 (10) | 1940-04-17 | Auditorium, Oakland, California, Statele Unite             |                                                                            |
| Victorie                                                                                                 | 15-0-2             | Tommy Kiene        | TKO    | 3 (10)  | 1940-03-28 | Savannah, Georgia, Statele Unite                           |                                                                            |
| Înfrângere                                                                                               | 112-45-33          | Pablo Dano         | PTS    | 10 (10) | 1940-01-23 | Broadway Arena, Brooklyn, New York, Statele Unite          |                                                                            |
| Remiză                                                                                                   | 112-45-32          | Pablo Dano         | PTS    | 8 (8)   | 1940-01-02 | Broadway Arena, Brooklyn, New York, Statele Unite          |                                                                            |
| Victorie                                                                                                 | 33-24-6            | Nicky Jerome       | TKO    | 6 (8)   | 1939-12-19 | Broadway Arena, Brooklyn, New York, Statele Unite          |                                                                            |
| Victorie                                                                                                 | 11-11-3            | Victor Corchado    | PTS    | 8 (8)   | 1939-11-25 | Rockland Palace, New York, Statele Unite                   |                                                                            |
| Înfrângere                                                                                               | 41-16-7            | Ernst Weiss        | RTD    | 11 (15) | 1939-08-11 | Sportpalast, Schöneberg, Berlin, Germania                  | Pentru titlul EBU (European) la categoria cocoș.                           |
| Înfrângere                                                                                               | 34-25-5            | Tommy Burns        | PTS    | 10 (10) | 1939-03-24 | Orange Halls, Bellshill, Regatul Unit                      |                                                                            |
| Victorie                                                                                                 | 30-14-7            | Teddy O'Neill      | KO     | 10 (10) | 1939-01-27 | Edinburgh, Scoția, Regatul Unit                            |                                                                            |
| Victorie                                                                                                 | 94-26-3            | Len Hampston       | RTD    | 5 (10)  | 1938-11-14 | National Sporting Club, London, Regatul Unit               |                                                                            |
| Victorie                                                                                                 | 88-13-17           | Benny Lynch        | KO     | 3 (10)  | 1938-10-03 | National Sporting Club, London, [[Regatul Unit]            |                                                                            |
| Victorie                                                                                                 | 45-15-8            | Gino Cattaneo      | DQ     | 8 (12)  | 1938-06-04 | Stadionul Venus, București, România                        | A câștigat titlul EBU (European) la categoria cocoș. 20.000 de spectatori. |
| Victorie                                                                                                 | 50-19-12           | Joseph Decico      | PTS    | 10 (10) | 1938-03-31 | Salle Wagram, Paris, Franța                                |                                                                            |
| Victorie                                                                                                 | 74-25-10           | Maurice Huguenin   | KO     | 2 (10)  | 1938-03-16 | Élysée Montmartre, Paris, Franța                           |                                                                            |
| Victorie                                                                                                 | 51-11-6            | Gaston Maton       | KO     | 2 (10)  | 1938-02-10 | Salle Wagram, Paris, Franța                                |                                                                            |
| Victorie                                                                                                 | 35-19-8            | Jim Brady          | PTS    | 10 (10) | 1937-12-13 | Earls Court Arena, Kensington, Regatul Unit                |                                                                            |
| Victorie                                                                                                 | 2-3-3              | Johnny McManus     | KO     | 9 (10)  | 1937-11-29 | Harringay Arena, Harringay, Regatul Unit                   |                                                                            |
| Remiză                                                                                                   | 34-19-7            | Jim Brady          | PTS    | 10 (10) | 1937-11-15 | Earls Court Empress Hall, Kensington, Regatul Unit         |                                                                            |
| Victorie                                                                                                 | 90-24-15           | Victor Perez       | RTD    | 6 (10)  | 1937-10-03 | București, România                                         |                                                                            |
| Victorie                                                                                                 | 22-10-4            | Ion Sandu          | PTS    | 12 (12) | 1937-08-31 | București, România                                         | A câștigat titlul României la categoria cocoș.                             |
| Victorie                                                                                                 | 36-11-3            | Joey Archibald     | PTS    | 8 (8)   | 1937-04-05 | Madison Square Garden, New York, Statele Unite             | 18,000 de spectatori.                                                      |
| Victorie                                                                                                 | 17-20-7            | Jimmy Martin       | TKO    | 5 (8)   | 1937-03-16 | Broadway Arena, Brooklyn, New York, Statele Unite          |                                                                            |
| Victorie                                                                                                 | 95-38-12           | Henry Hook         | PTS    | 10 (10) | 1937-02-2  | Broadway Arena, Brooklyn, New York, Statele Unite          |                                                                            |
| Victorie                                                                                                 | 10-4-1             | Richard LiBrandi   | TKO    | 6 (10)  | 1937-01-26 | Broadway Arena, Brooklyn, New York, Statele Unite          |                                                                            |
| Victorie                                                                                                 | 40-17-7            | Georges Bataille   | PTS    | 10 (10) | 1936-11-26 | Salle Wagram, Paris, Franța                                |                                                                            |
| Victorie                                                                                                 | 16-21-8            | Eugene Lorenzoni   | KO     | 7 (10)  | 1936-10-27 | Central Sporting Club, Paris, Franța                       |                                                                            |
| Victorie                                                                                                 | 43-12-9            | Joseph Decico      | KO     | 11 (12) | 1936-07-26 | Stadionul Venus, București, România                        | A câștigat titlul EBU (European) la categoria cocoș. 20.000 de spectatori. |
| Victorie                                                                                                 | 66-12-7            | Valentin Angelmann | PTS    | 10 (10) | 1936-04-09 | Salle Wagram, Paris, Franța                                |                                                                            |
| Victorie                                                                                                 | 30-0-3             | Roger Cotti        | PTS    | 10 (10) | 1936-03-19 | Ring de Pantin, Le Mans, Franța                            |                                                                            |
| Victorie                                                                                                 | 65-32-6            | Eugène Huat        | PTS    | 10 (10) | 1936-03-06 | Élysée Montmartre, Paris, Franța                           |                                                                            |
| Victorie                                                                                                 | 103-15-13          | Émile Pladner      | PTS    | 10 (10) | 1936-01-28 | Central Sporting Club, Paris, Franța                       |                                                                            |
| Victorie                                                                                                 | 83-21-13           | Victor Perez       | PTS    | 10 (10) | 1935-12-31 | Central Sporting Club, Paris, Franța                       |                                                                            |
| Victorie                                                                                                 | 28-39-21           | Henri Barras       | PTS    | 10 (10) | 1935-12-10 | Central Sporting Club, Paris, Franța                       |                                                                            |
| Victorie                                                                                                 | 29-17-9            | Henri Sanchez      | PTS    | 10 (10) | 1935-11-30 | Central Sporting Club, Paris, Franța                       |                                                                            |
| Înfrângere                                                                                               | 0-1                | Gheorghe Popescu   | PTS    | 10 (10) | 1935-10-27 | Ploiești, România                                          | Pentru titlul României la categoria pană.                                  |
| Remiză                                                                                                   | 49-50-12           | Frans Machtens     | PTS    | 10 (10) | 1935-09-28 | Arenele Romane, București, România                         |                                                                            |
| Victorie                                                                                                 | 39-7-7             | Lucian Popescu     | PTS    | 10 (10) | 1935-05-15 | Arenele Romane, București, România                         |                                                                            |
| Victorie                                                                                                 | 2-3-2              | Ion Gurun          | PTS    | 10 (10) | 1934-12-06 | București, România                                         |                                                                            |
| Remiză                                                                                                   | 2-2-2              | Gheorghe Rapeanu   | PTS    | 6 (6)   | 1934-07-21 | Arenele Romane, București, România                         |                                                                            |
| Înfrângere                                                                                               | 68-14-5            | Jackie Brown       | PTS    | 12 (12) | 1934-04-16 | Kings Hall, Manchester, Regatul Unit                       |                                                                            |
| Înfrângere                                                                                               | 26-23-18           | Maurice Filhol     | PTS    | 10 (10) | 1934-02-17 | Central Sporting Club, Paris, Franța                       |                                                                            |
| Victorie                                                                                                 | 19-19-14           | Étienne Mura       | PTS    | 10 (10) | 1934-01-23 | Central Sporting Club, Paris, Franța                       |                                                                            |
| Victorie                                                                                                 | 24-10-5            | Henri Sanchez      | PTS    | 10 (10) | 1934-01-06 | Central Sporting Club, Paris, Franța                       |                                                                            |
| Înfrângere                                                                                               | 40-10-6            | Maurice Huguenin   | PTS    | 10 (10) | 1933-12-16 | Central Sporting Club, Paris, Franța                       |                                                                            |
| Remiză                                                                                                   | 0-1-1              | Ion Gurun          | PTS    | 10 (10) | 1933-06-17 | Arenele Romane, București, România                         |                                                                            |
| Remiză                                                                                                   | 33-17-18           | Joe Mediola        | PTS    | 8 (8)   | 1932-12-21 | Paris-Ring, Paris, Franța                                  |                                                                            |
| Remiză                                                                                                   | 0-1                | Ion Gurun          | PTS    | 8 (8)   | 1932-11-05 | Coloseum, București, România                               |                                                                            |
| Victorie                                                                                                 | 0-2-1              | Gheoghe Begheș     | PTS    | 8 (8)   | 1932-10-26 | Sala Constructori, București, România                      | A câștigat titlul României la categoria muscă.                             |
| Victorie                                                                                                 | 38-28-14           | Rene Chalange      | PTS    | 10 (10) | 1932-08-09 | București, România                                         |                                                                            |
| Victorie                                                                                                 | 0-0-1              | Nicolae Stamate    | RTD    | 8 (10)  | 1932-07-23 | Arenele Romane, București, România                         |                                                                            |
| Victorie                                                                                                 | 0-0                | Ion Gurun          | PTS    | 6 (6)   | 1932-06-18 | Arenele Romane, București, România                         |                                                                            |
| Remiză                                                                                                   | 0-1                | Gheoghe Begheș     | PTS    | 6 (6)   | 1931-06-13 | Cinema Aurora-Calea Dudești, București, România            |                                                                            |